# 野蕉
野蕉（学名：Musa balbisiana）为芭蕉科芭蕉属的植物。分布于南亞東部、東南亞北部以及中国大陆的广西、广东、云南等地，生长于海拔100米至2,100米地区，多生在沟谷坡地的湿润常绿林中，也是经济作物香蕉（M. x paradisiaca）的野生亲本之一。

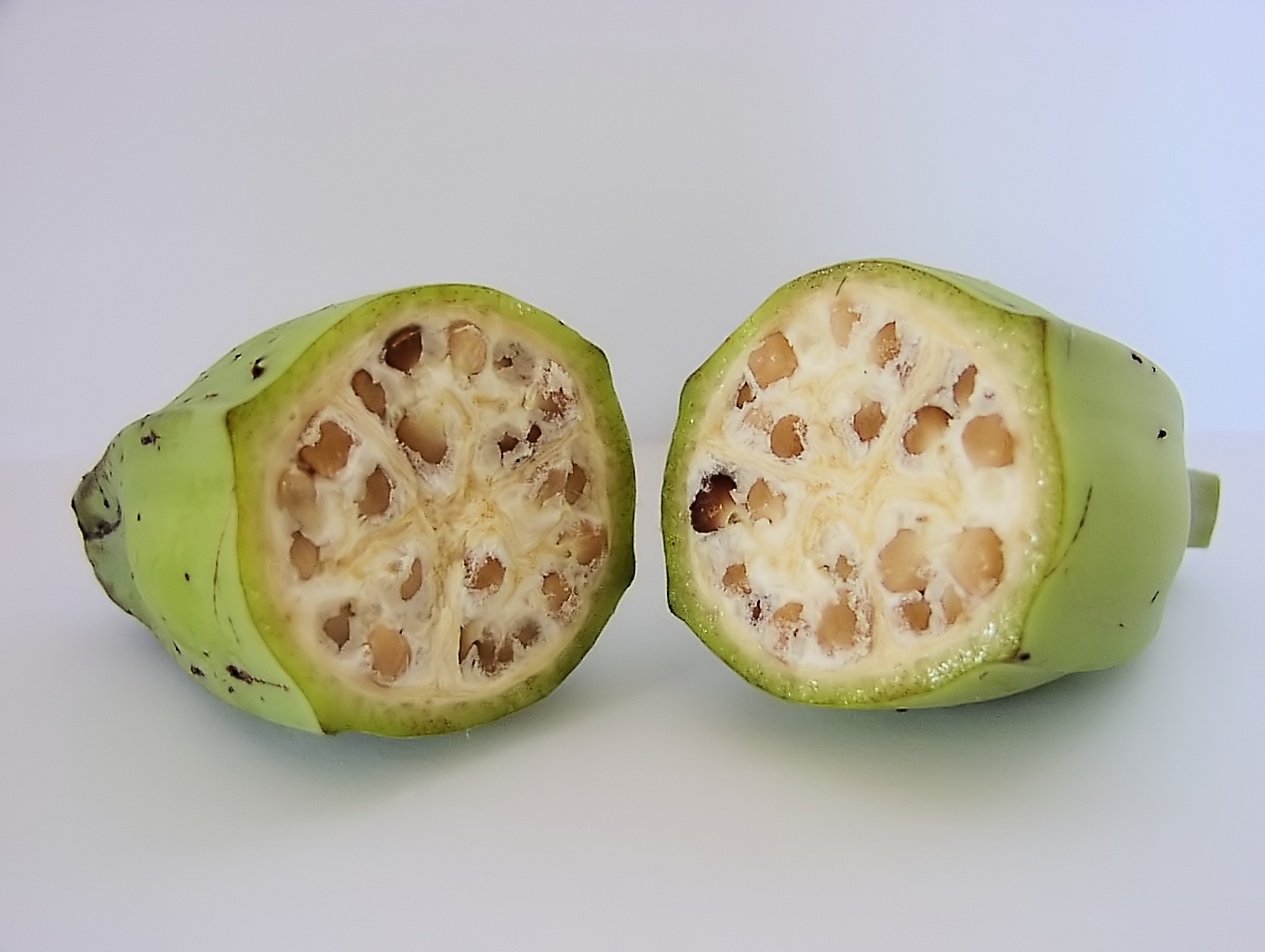
果实

## 别名
伦阿蕉（云南景颇语），山芭蕉（广东）